# Zeltingen-Rachtig
Zeltingen-Rachtig – miejscowość i gmina w Niemczech, w kraju związkowym Nadrenia-Palatynat, w powiecie Bernkastel-Wittlich, wchodzi w skład gminy związkowej Bernkastel-Kues.

## Współpraca
Miejscowości partnerskie:
- Reinickendorf, Berlin
- Saint-Florentin, Francja